# Populus mexicana
Populus mexicana é uma espécie de árvore do gênero Populus, pertencente à família Salicaceae. É endêmica do México.